# Silia Kapsis
Vasiliki Silia Kapsis (grško Βασιλική Σίλια Καψή, latinizirano: Vasilikí Sília Kapsí), avstralska pevka, plesalka in igralka; *5. december 2006.

## Kariera
Pri 12 letih letih je napisala svoj glasbeni prvenec »Who Am I?«, ki je izšel je leta 2022. Marca in maja 2023 je izdala še dve pesmi, »No Boys Allowed« in »Disco Dancer«. Njen četrti singel »Night Out«, ki ga navdihujejo R&B in pop zvoki, je izšel v začetku novembra 2023.
Dne 25. septembra 2023 je bila razglašena za ciprsko predstavnico na tekmovanju za Pesem Evrovizije 2024, ki je potekalo v Malmöju na Švedskem. 8. januarja 2024 je bil objavljen naslov njene tekmovalne pesmi »Liar«. Pesem je izšla 29. februarja 2024. Silia je nastopila kot prva v prvem polfinalu in zasedla šesto mesto ter se uvrstila v finale, v katerem je končala na 15. mestu z 78 točkami.

## Diskografija

### Pesmi
| Naslov                                                                             | leto | Najvišja uvrstitev na lestvici | Najvišja uvrstitev na lestvici | Album / EP  |
| Naslov                                                                             | leto | LTU                            | SWE Heat                       | Album / EP  |
| ---------------------------------------------------------------------------------- | ---- | ------------------------------ | ------------------------------ | ----------- |
| »Who Am I?«                                                                        | 2022 | —                              | —                              | Brez albuma |
| »No Boys Allowed«                                                                  | 2023 | —                              | —                              | Brez albuma |
| »Disco Dancer«                                                                     | 2023 | —                              | —                              | Brez albuma |
| »Night Out«                                                                        | 2023 | —                              | —                              | Brez albuma |
| »Liar«                                                                             | 2024 | 25                             | 6                              | Brez albuma |
| »Red Flag«                                                                         | 2024 | —                              | —                              | Brez albuma |
| »—« označuje singel, ki se ni uvrstil na lestvico ali ni bil izdan na tem ozemlju. |      |                                |                                |             |